# Raúl Soulés Baldó
Raúl Soulés Baldó (San Cristóbal, Táchira, 28 de febrero de 1907-Caracas, 23 de septiembre de 1976) fue un médico neumólogo y político venezolano, hijo de padre francés y madre venezolana, miembro de la afamada generación del 28. Soulés (pronunciado Sulé) fue también distinguido escritor, periodista y músico de su época.

## Biografía
Raúl Soulés Baldó nació en la ciudad andina de San Cristóbal, frontera venezolana con Colombia, hijo de Raúl Soulés Bernizat, originario francés y Trina Baldó Jara de Barinas. Por el lado de su madre era descendiente del barinés Nicolás Pulido y Briceño y de don Sancho Briceño, quien en la primera mitad del siglo XVI arribó a tierra Venezolana y emigró vía terrestre al vecino Virreinato de Nueva Granada (actual Colombia), por alguna razón se estableció en los Andes venezolanos. Soulés se casó en 1940 con Gladys Scrochi con quien tuvo cinco hijos.

## Formación profesional
Raúl Soulés Baldó se crio en su ciudad natal hasta completar la educación primaria. Estudió luego la secundaria en el Colegio Francia, Liceo Caracas y después en el Liceo Andrés Bello, todas en la ciudad de Caracas. Comenzó a estudiar medicina en la Universidad Central de Venezuela por tres años cuando en el año 1928 emigra a París donde continuó sus estudios en la Universidad de París. Después de lograr revalidar su título en la UCV, se especializó en Tuberculosis en Nueva York en 1943 en el Trudeau School of Tuberculosis, actualmente en el Registro Nacional de Lugares Históricos de los Estados Unidos.

## Política
Soulés trabajó fundamentalmente en Táchira promoviendo la lucha contra la tuberculosis hasta que en 1950 el entonces presidente de Venezuela Carlos Delgado Chalbaud le ofreció el Ministerio de Educación Nacional al que Soulés Baldó declinó. Poco después fue designado Ministro de Sanidad hasta 1952 Germán Suárez Flamerich y luego Secretario de la Presidencia del general Marcos Pérez Jiménez.
Luego del golpe de Estado del 23 de enero de 1958, huye a bordo del avión presidencial a la República Dominicana, para continuar el exilió en España, donde escribió el libro Tachirenses de Antaño.
Su primo hermano José Ignacio Baldó Soulés (San Cristóbal,1898 — Caracas, 1972 ) fue un médico neumólogo y pionero de la lucha antituberculosa en Venezuela.

## Publicaciones
- Monocracia y Democracia en Hispanoamérica (con especial referencia al caso Venezuela), Madrid 1963;
- Tachirenses de antaño (evocación sentimental de la provincia nativa), Madrid 1967;
- La auscultación pulmonar desde Laennec hasta nuestro días: estudio clínico-histórico-crítico (trabajo de incorporación a la Academia Nacional de Medicina de Venezuela), Caracas 1967;
- Medicina y Médicos en el Quijote (presentado como trabajo de incorporación a la Sociedad Venezolana de Historia de la Medicina), Caracas 1968.